# Псевдотензор
Псевдотензор — тензорна величина, що отримує додатковий множник (-1) в порівнянні з істинними тензорами в разі перетворень координат з негативним детермінантом матриці перетворення, тобто при перетворенні, що міняє орієнтацію базису. В іншому ж псевдотензори перетворюється як істинні тензори, при додатньому детермінанті матриці перетворення координат — в точності як справжній тензор.
З математичної, вільної від координат точки зору, псевдотензор на гладкому многовиді є тензор з коефіцієнтами в старшому зовнішнньому ступені кодотичного розшарування. Так, псевдоскаляром є просто перетин цього розшарування, іншими словами, форма старшого ступеня або щільність. Таким чином, тензор типу {\displaystyle (r,s)} на {\displaystyle n}-вимірному многовиді є тензором типу {\displaystyle (r,s+n)}, кососимметричним за останніми {\displaystyle n} входами.
Інше значення терміна псевдотензор надавав, наприклад, Ейнштейн, називаючи так нетензорну величину, яка дає тензор після інтегрування за 4-мірному об'єму. Таке вживання також прийнято у ЗТВ.